# Салфер (гора, Альберта)
Салфер (англ. Sulphur Mountain) — гора в Канадских Скалистых горах на западе Канады в Альберте с видом на город Банф. Высота горы — 2451 м над уровнем моря.

## История

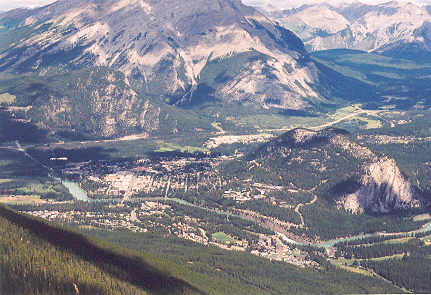
Вид на Банф и гору Таннел с вершины Салфера

Гора была названа в 1916 году по горячим источникам на нижних склонах. Канадский геолог и географ Джордж М. Доусон на своей карте 1886 года назвал эту форму рельефа Террасной горой. Пик Сансона был назван в 1948 году в честь куратора Музея парка Банф Нормана Бетьюна Сансона, который почти 30 лет также работал на обсерватории на вершине горы.

## Использование

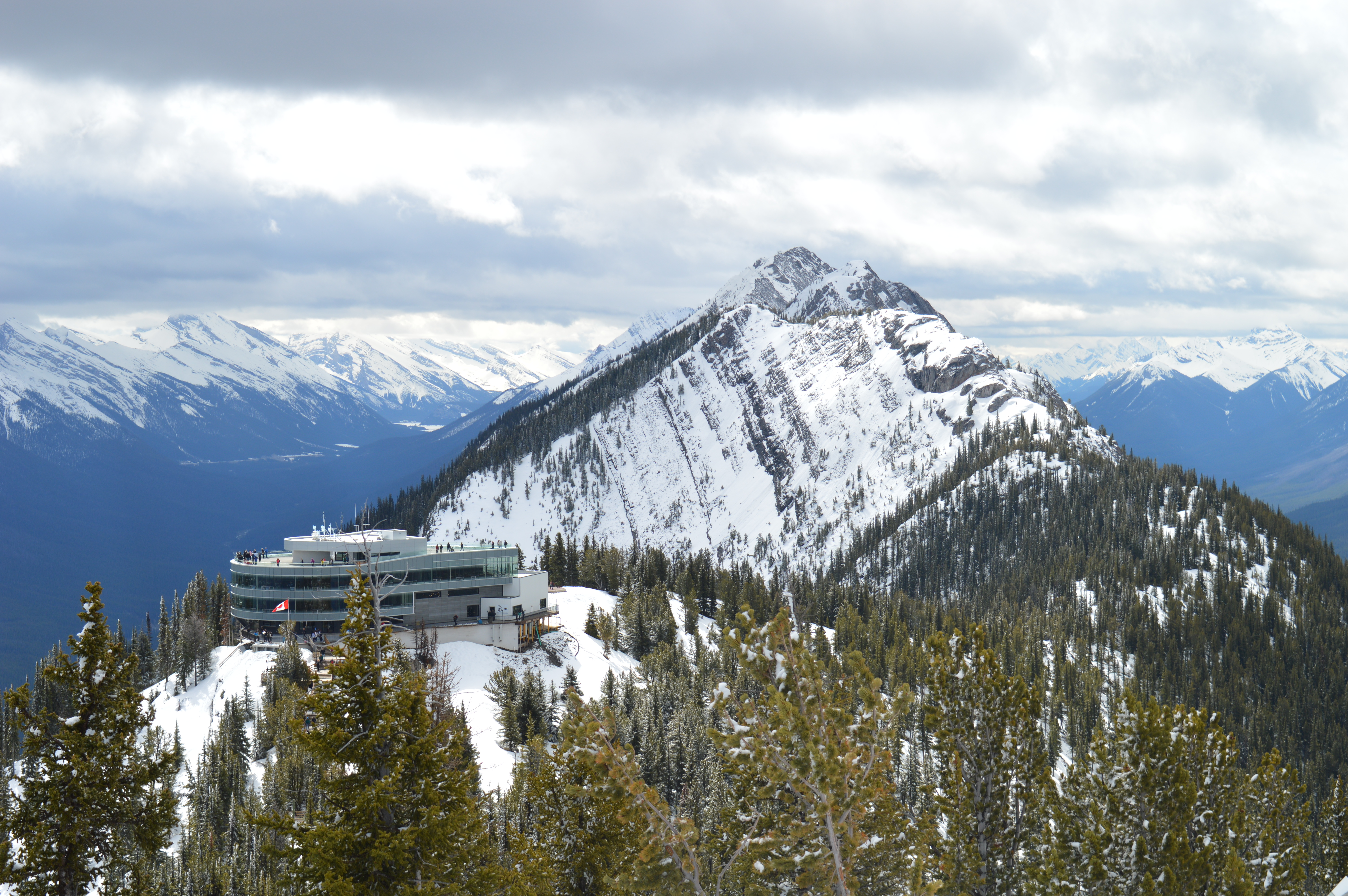
Вид на вершину горы Салфер, терминал и смотровую площадку

Два горячих источника на склонах горы используются на коммерческой основе. Нижний источник — Национальный исторический комплекс «Пещера и бассейн», а верхний — Верхние горячие источники Банфа. Фуникулёр на восточном склоне горы проходит к гребню вершины, на верхнем терминале которого находятся два ресторана, сувенирный магазин и несколько смотровых площадок. С гребня на верхнем уровне открываются виды как на запад, так и на восток вдоль долины реки Боу. По променаду можно пройти с северной стороны до вершины пика Сансон (2256 м). Исторический и более живописный доступ к вершине пролегает по старой пожарной дороге Сансон-роуд на юго-западном склоне горы в 5,8 км от системы троп в каньоне Банф-Сандэнс возле реки Боу. Ещё один 5,4-км обратный маршрут проходит под фуникулёром.

## Научное значение
Гора была местом двух исследовательских центров. В 1903 году на вершине пика Сансон было завершено строительство метеорологической обсерватории. Здание существует до сих пор и посетители могут заглянуть в окно, чтобы увидеть интерьер обсерватории, обставленный старинной мебелью. Зимой 1956—1957 годов Национальный исследовательский совет построил небольшую лабораторию на пике Сансона для изучения космических лучей в рамках вклада Канады в Международный геофизический год (МГГ). Станция космических лучей Салфер-Маунтин продолжала работать до 1978 года, демонтирована в 1981 году. Теперь местонахождение бывшей станции отмечено памятной доской.
Горячие источники у подножия горы Салфер являются местообитанием для исчезающих улиток Банф-Спрингс Physella johnsoni и ныне вымерших банфских длинноносых ельцов Rhinichthys cataractae smithi.